# Errol Marklein
Errol Marklein (* 1957 in Lingen (Ems)) ist ein deutscher Behindertensportler aus Heidelberg. Seine internationale Sportkarriere hat er im Oktober 2006 beendet und unterstützt heute Nachwuchssportler im Handbike als Teamleiter und Coach. Außerdem nimmt er weiterhin aktiv an Rennen wie dem Styrkeproven-Straßenrennen in Norwegen teil.

## Sportliche Karriere
Errol Marklein spielte seit Ende 1976 regelmäßig Basketball, 1978 folgte die erste Teilnahme an einer Deutschen Meisterschaft in der Leichtathletik. Seit einem schweren Autounfall am 12. September 1975 ist er querschnittgelähmt. Bereits in der Reha-Klinik begann er mit Rollstuhlbasketball, später mit Leichtathletik.
Bereits 1980 qualifizierte er sich als einziger Rollstuhlschnellfahrer neben Gregor Golombeck für die Sommer-Paralympics in Arnhem, wo er die Endläufe über 100, 200 und 400 Meter erreichte. Bei den Sommer-Paralympics 1988 in Seoul gewann Marklein über 100, 200 und 400 Meter sowohl in den Einzel- als auch in den Staffelrennen und war somit mit sechs Goldmedaillen der erfolgreichste deutsche Teilnehmer.
1995 gewann er den Marathon in New York. Danach beendete er seine sportliche Karriere im Rennrollstuhl und begann im Handbike an Wettbewerben teilzunehmen. Mit dem neuen Sportgerät wurde er 2003 Europameister im Einzelzeitfahren. Im selben Jahr wurde er als bester Handbiker der Kategorie B ausgezeichnet, doch der Deutsche Behindertensportverband nominierte ihn nicht für die Paralympics 2004 in Athen. Die Nominierung blieb ihm trotz seiner Marathon-Bestzeit von 1:08:13 Stunden verwehrt.
Im Sommer des Jahres 2006 nahm Marklein als erster querschnittgelähmter Teilnehmer am bekannten Styrkeproven-Straßenrennen teil, dessen Strecke über 540 km von Trondheim nach Oslo führt und als einer der härtesten Radmarathons der Welt gilt.
Am 6. Oktober 2006 beendete er offiziell seine internationale Sportkarriere beim Handbike Marathon in Köln. Er ist weiterhin aktiv als Trainer und Mentor. 2009 umrundete er gemeinsam mit Sportlern des Team Sopur den Genfer See in einer Zeit von unter fünf Stunden und brach damit seinen eigenen Rekord aus dem Jahr 2006, der bei 5:22:31 Stunden lag.

## Engagement als Vorreiter für den Rollstuhlsport
Errol Marklein gehörte neben Winfried Sigg und Jürgen Geider zum Team der Behindertensportler, mit dem die Firma Sopur (heute: Sunrise Medical) den ersten Rennrollstuhl Europas entwickelte. Bis heute arbeitet er intensiv an der Weiterentwicklung der Handbikes dieses Anbieters.
Außerdem ist er Leiter des Teams Sopur und initiierte gemeinsam mit weiteren am Handbikesport Interessierten die Rennserie „Handbike Trophy“ (HT), welche er jährlich mit organisiert und moderiert. Darüber hinaus fördert Marklein als Teamleiter und Coach internationale Talente wie die Handbike-Athleten Vico Merklein, Arkadiusz Skrzypinski und Silke Pan oder den Rennrollstuhlfahrer Alhassane Baldé.